# Głąbik

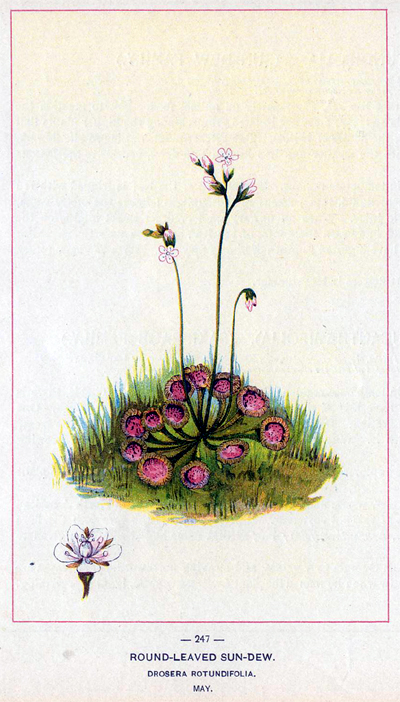
Głąbiki rosiczki okrągłolistnej

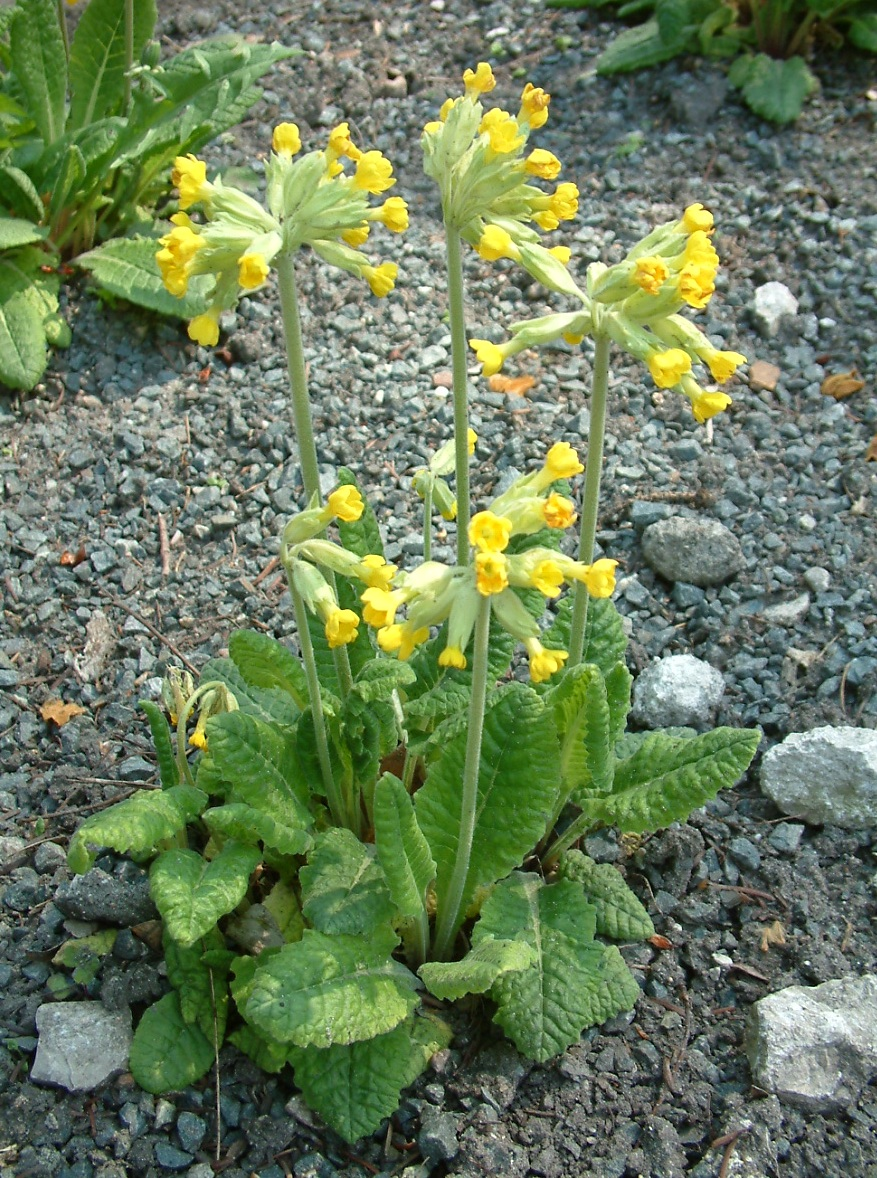
Baldaszki kwiatowe na głąbikach pierwiosnka

Głąbik (ang. scape łac. scapus) – pozbawiona liści łodyga wyrastająca z kłącza lub szyjki korzeniowej. Na głąbiku często wyrastają kwiaty lub kwiatostany. Głąbiki posiadają np. różne gatunki pierwiosnków, rosiczek, konwalia majowa.
Morfologia głąbików, ich barwa, wysokość, pokrycie włoskami mają znaczenie przy oznaczaniu niektórych gatunków roślin.